# Dankov
Dankov (en rus Данков) és una ciutat de l'óblast de Lípetsk (Rússia). Es troba a la vora del riu Don, a 76 km de Lípetsk.

## Història
La fortalesa de Dankov va ser fundada pels prínceps de Riazan a finals del segle xiv a la riba esquerra del riu Don. La localitat, però, fou destruïda el 1568 pels tàtars de Crimea. Va refundar-se en un altre lloc i de nou el 1618 va haver de tornar a desplaçar-se.
Al segle xviii ja es deia definitivament Dankov (abans es deia Donkov, nom que derivava del nom del riu Don), i el 1765 Caterina II va donar-li l'estatus de ciutat, estatus que va perdre del 1796 al 1804, i que va recuperar el 1924.

## Demografia
| 1897  | 1939   | 1959   | 1970   | 1979   | 1989   | 2002   | 2008   | 2010   |
| ----- | ------ | ------ | ------ | ------ | ------ | ------ | ------ | ------ |
| 9 100 | 12 700 | 20 000 | 23 200 | 24 659 | 24 800 | 23 249 | 22 323 | 21 056 |

## Galeria d'imatges

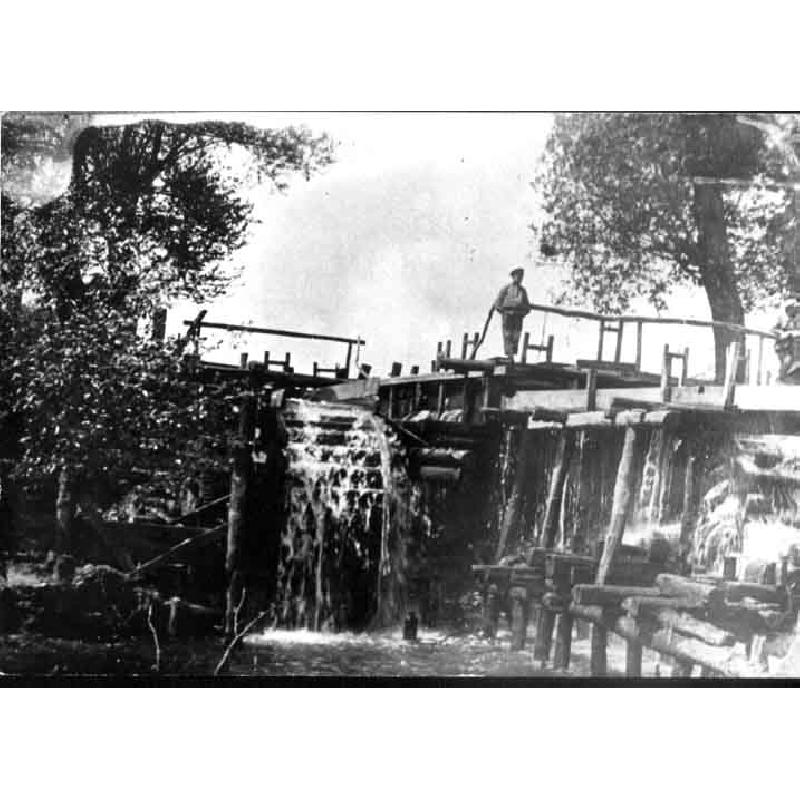
Molí de començaments del segle xx.
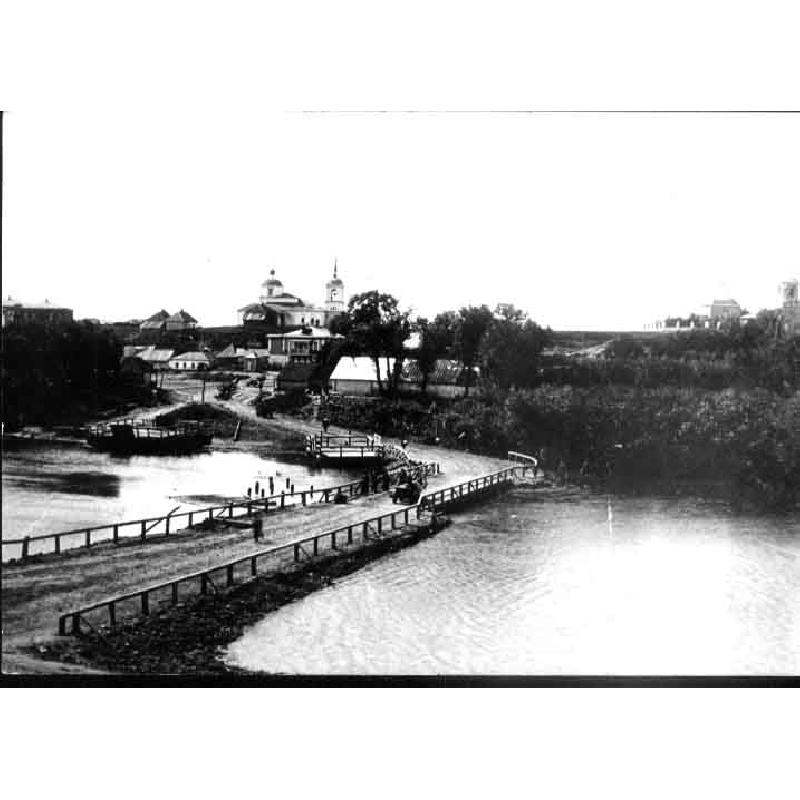
Pont de començaments del segle xx.
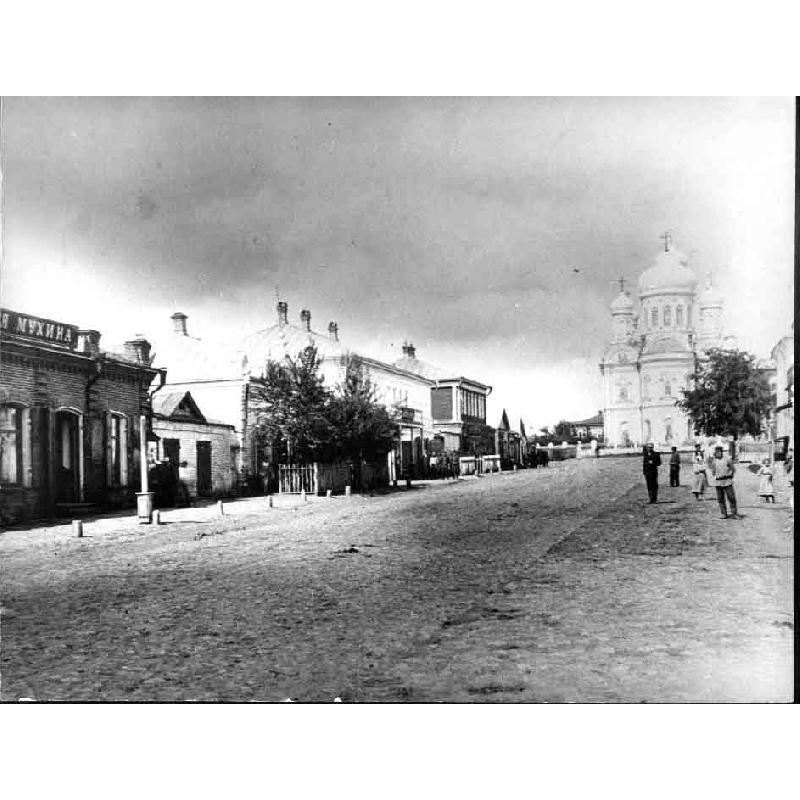
Camí a la catedral (segle XX).
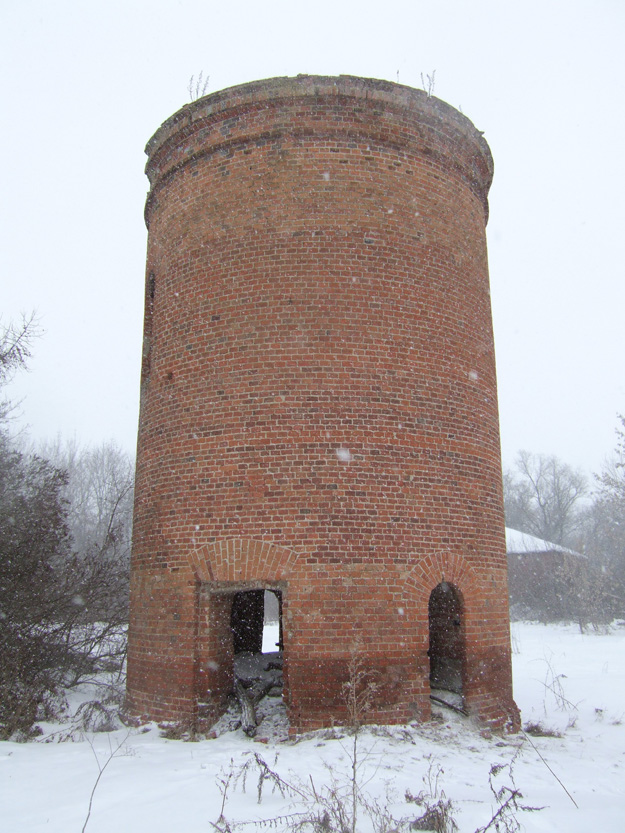
Torre de l'aigua prop del Don (raion de Dankov).
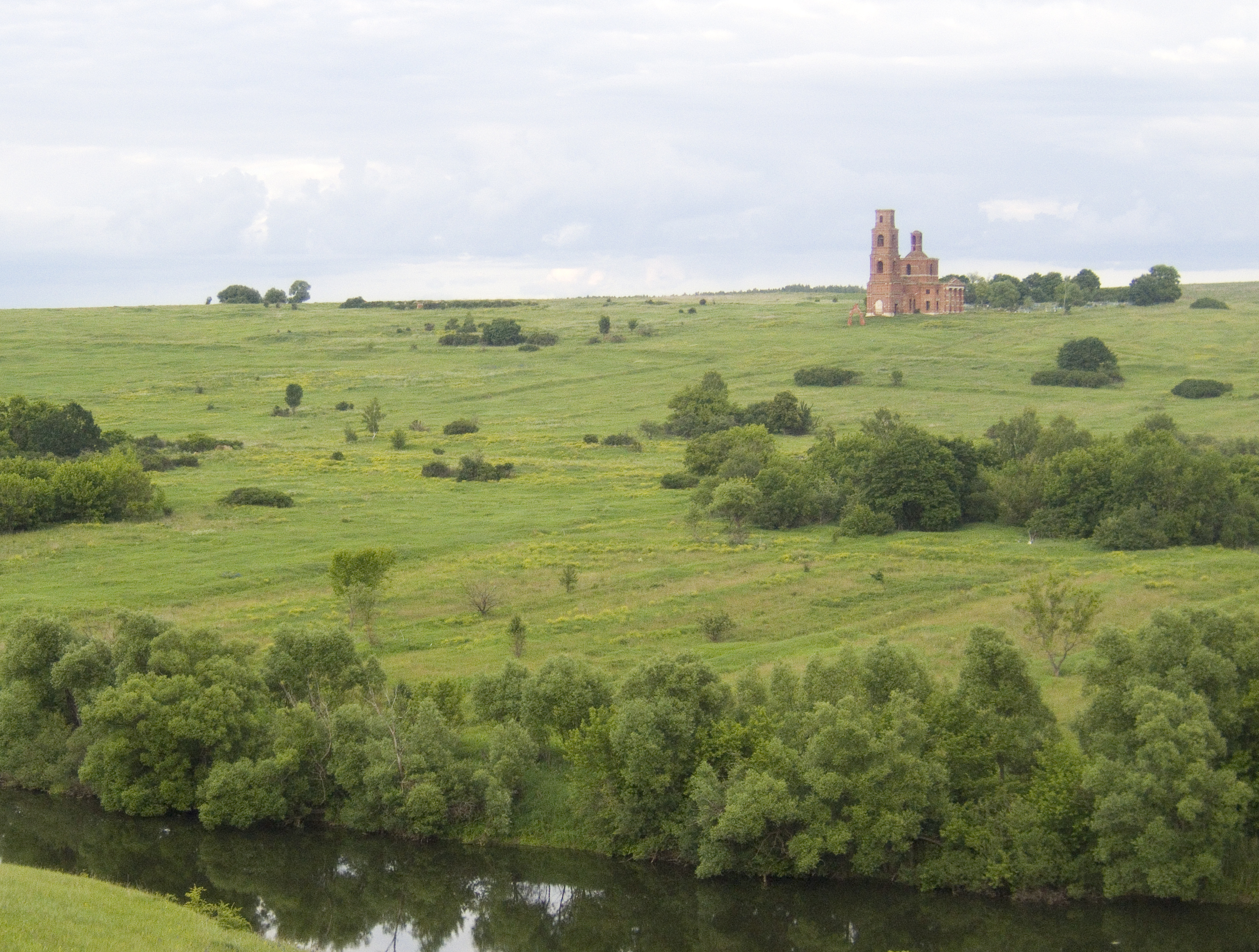
El riu Don i l'església del segle xviii d'Streixnevo.
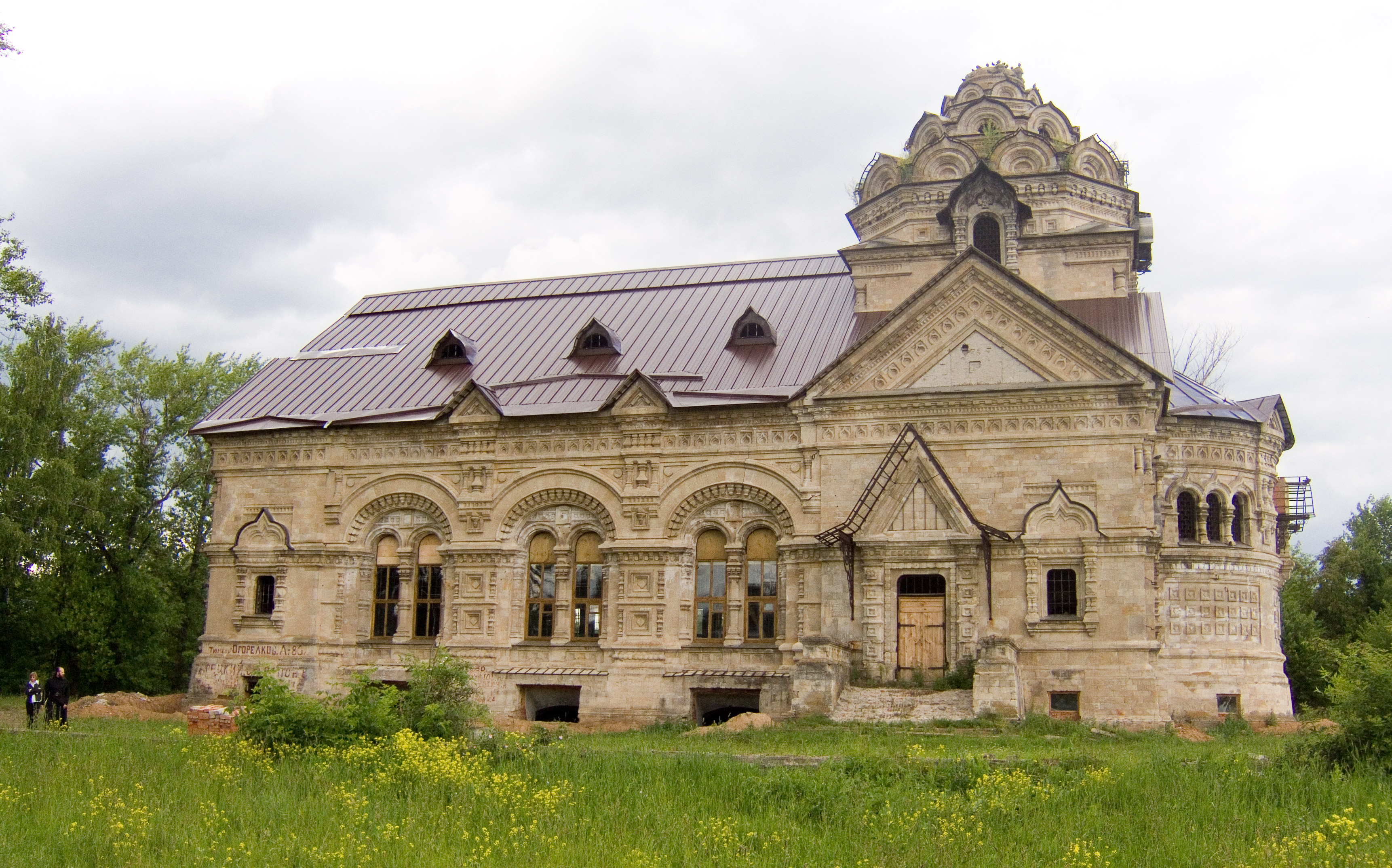
Església de Dmitri Solunski, de 1910, a la localidad de Beerezovka.